# 萧大封
蕭大封（约531年—？），字仁叡，梁簡文帝蕭綱第九子。
大同年间，封临湘县公，食邑一千五百户。
太清二年（548年），侯景围攻建康。太清三年（549年），京城陷落，梁武帝被困餓死，侯景立太子蕭綱为帝。六月壬辰（7月18日），进封宜都郡王，食邑二千户。大宝元年（550年）六月，蕭大封与江夏王萧大款、山阳王萧大成前往江陵，投奔承制的湘东王萧绎。九月辛酉（10月10日），改封汝南郡王，食邑二千户。承聖元年（552年），湘东王萧绎即位，是为梁元帝。
承聖三年（554年），西魏攻陷江陵，梁元帝出降，蕭大封被俘至长安（《南史》作遇害，误），受到宇文泰的优待。北周保定二年（562年），封晋陵县公，食邑一千户。后授开府仪同三司。大象二年（580年），出任陈州刺史。